# 巴格达塔
巴格达塔（阿拉伯语：‎）原名国际萨达姆塔，是一座位于伊拉克巴格达的电视塔。塔建成于1994年，取代了毁于海湾战争的通讯塔。在顶部有旋转餐厅和观景台。2003年伊拉克战争后，美军占领此塔，并改为现名。